# Taocun Linchang (bondby i Kina, Henan Sheng, lat 34,19, long 111,96)
Taocun Linchang är en bondby i Kina. Den ligger i provinsen Henan, i den centrala delen av landet, omkring 170 kilometer väster om provinshuvudstaden Zhengzhou. Antalet invånare är 80. Befolkningen består av 38 kvinnor och 42 män. Barn under 15 år utgör 11,0 %, vuxna 15-64 år 88 %, och äldre över 65 år −1,00 %.
Runt Taocun Linchang är det ganska tätbefolkat, med 185 invånare per kvadratkilometer. Det finns inga andra samhällen i närheten. Trakten runt Taocun Linchang består till största delen av jordbruksmark.
Genomsnittlig årsnederbörd är 711 millimeter. Den regnigaste månaden är september, med i genomsnitt 138 mm nederbörd, och den torraste är januari, med 5 mm nederbörd.